# Ryōzen (poeta)
Ryōzen (良暹?) fue un poeta y monje budista japonés que vivió a mediados de la era Heian.

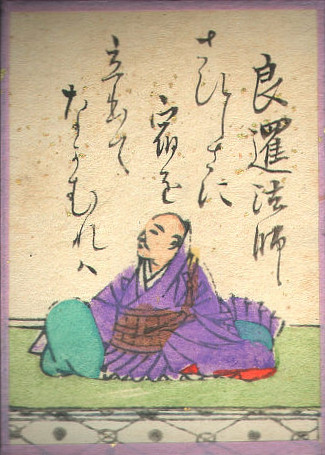
Ryōzen, en el Ogura Hyakunin Isshu.

Los detalles sobre su vida son casi desconocidos. Fue monje de un templo del Monte Hiei, perteneciente a la secta del Tendaishū, posteriormente se recluyó en Ōhara y en sus últimos años residió en Enrin'in. Se cree que murió durante la era Kōhei (1058-1065) a los 65 años aproximadamente.
En la poesía, tuvo relaciones amistosas con Kamo no Shigesuke, Tsumori no Kunimoto, Tachibana no Tamenaka y el monje Soi. En 1038 y 1041 participó en un concurso de waka. Compiló una antología personal de poemas waka llamada Ryōzen Dashū (良暹打聞?). Algunos de sus poemas fueron incluidos en la antología imperial Goshūi Wakashū, uno de sus poemas fue incluido en el Ogura Hyakunin Isshu.